# Łazisko (Basse-Silésie)
Pour l’article homonyme, voir Łazisko (Łódź).
Łazisko est une localité polonaise de la gmina de Twardogóra, située dans le powiat d'Oleśnica en voïvodie de Basse-Silésie.